# Stiklestad

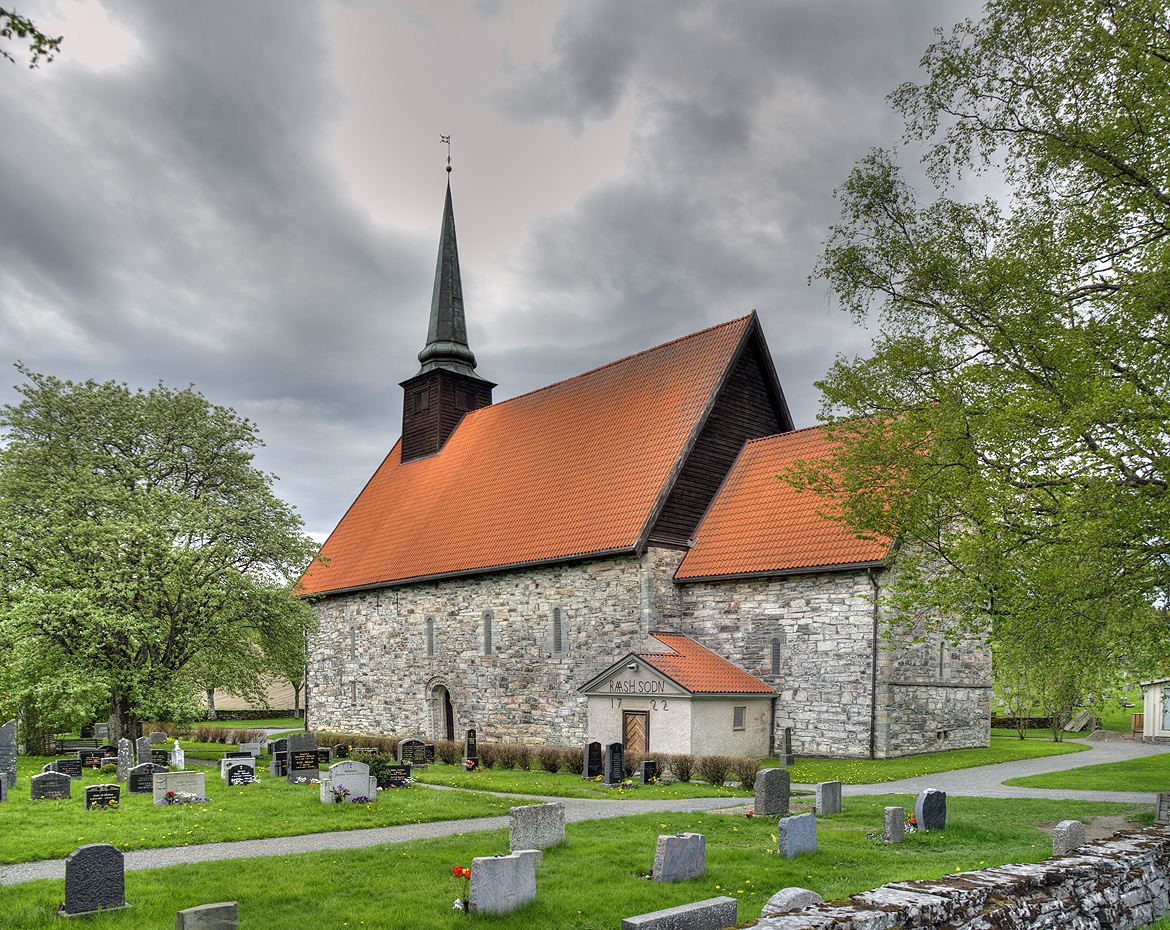
Stiklestads kyrka i norska Verdal

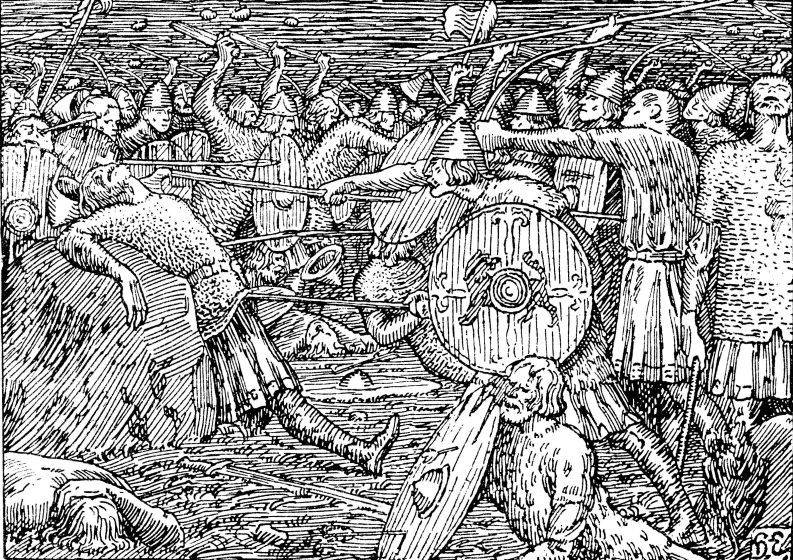
Den helige Olav och Olavsstenen i Halfdan Egedius teckning efter Snorres skildring i Heimskringla.

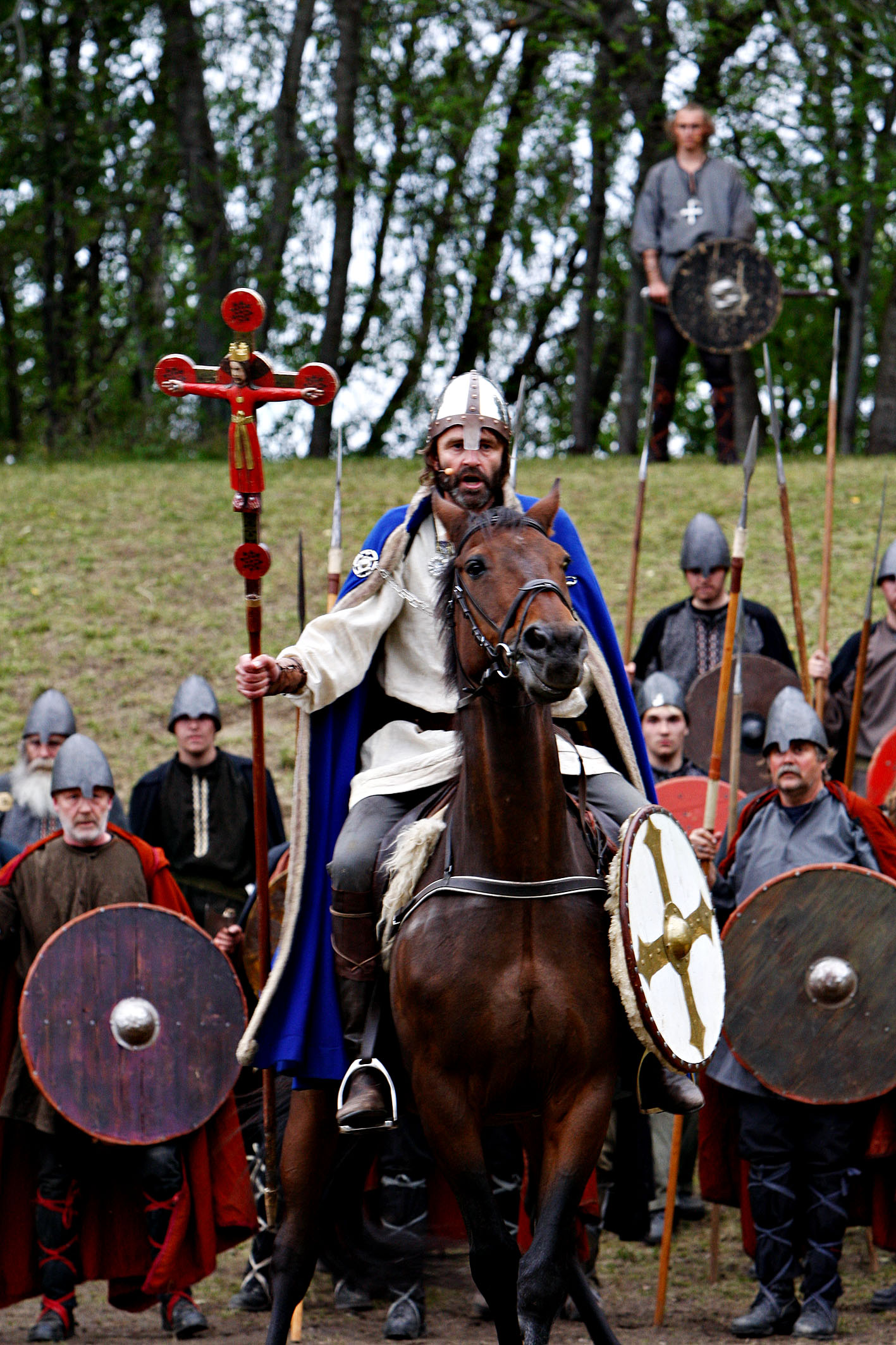
Lasse Kolsrud som kung Olav den helige i Spelet om Heilag Olav 2008.

Stiklestad är en ort i Verdals kommun, Trøndelag fylke i mellersta Norge. Orten ligger i en gammal jordbruksbygd nära Trondheimsfjorden och drabbades svårt av Verdalsraset 1893. 

## Stiklestadspelet
Stiklestad är mest känt för ett ryktbart slag, slaget vid Stiklestad 1030, där den norske kungen Olav den helige stupade. I Stiklestad finns bland annat ett nationellt kulturcentrum med kyrka, friluftsteater, museum och gravfält (Stiklestad Nasjonale Kultursenter). 
Varje sommar sedan 1954 framförs Spelet om den helige Olav (Stiklestadspelet) under Olsokdagarna på friluftsteatern vid kyrkan i Stiklestad. Texten till spelet är skriven av Olav Gullvåg och musiken är komponerad av Paul Okkenhaug. Spelet handlar om Olav Digres ankomst till gården Suul i Verdal, nära gränsen till Sverige, bara några dagar innan han stupar i slaget. Spelet är en blandning mellan dikt och historiska händelser som finns omtalade i Snorre Sturlasons sagor och  Heimskringla. Spelet utspelar sig i brytningstiden mellan hedendom och kristendom. Rollen som Arnljot Gelline brukar spelas av en svensk sångare.

## Stiklestads kyrka
Stiklestads kyrka är en romansk långkyrka från år 1180. Den är byggd i sten och rymmer 520 platser. Kyrkan är enligt traditionen byggd på den plats där Olav den helige föll under slaget. Den sten som han stödde sig på när han dog, Olavsstenen, ska ha blivit inbyggd i altaret. Efter reformationen ska stenen ha tagits ut igen. 

## NS-monumentet
Under den tyska ockupationen av Norge under andra världskriget reste de norska nazisterna i Nasjonal Samling (NS) ett monument i Stiklestad. NS-monumentet var en 9 meter hög obelisk i kvartsit från Vågå. Monumentet invigdes 1944 av Vidkun Quisling. Monumentet ersatte ett tidigare monument på samma ställe, Olavsstøtta. Monumentet formgavs av bildhuggaren Wilhelm Rasmussen (1879-1965). Omedelbart efter andra världskriget revs NS-monumentet och grävdes ned i Stiklestad samtidigt som det gamla monumentet restes igen. 